# Каміло Бесерра
Каміло Бесерра (ісп. Camilo Becerra, 10 жовтня 1980) — колумбійський плавець.
Учасник Олімпійських Ігор 2000, 2004, 2008 років.